# Cidade de Vidro
Cidade de Vidro é o terceiro livro da série Os Instrumentos Mortais, uma série de fantasia urbana para jovens e adultos em Nova York escrito por Cassandra Clare. Foi originalmente publicado nos Estados Unidos em capa dura em 24 de março de 2009. Um quarto livro foi lançado em 5 de abril de 2011, chamado Cidade dos Anjos Caídos, e será seguido por mais dois romances: Cidade das Almas Perdidas (2012) e Cidade do Fogo Celeste (2013). A nova trilogia foi originalmente planejada para seguir Simon e sua nova vida de vampiro, mas agora será estendida para a inclusão de outros personagens também.

## Publicação - Cidade de Vidro
Cidade de Vidro foi primeiramente publicado nos Estados Unidos em 24 de março de 2009, pela editora Simon & Schuster. Em Portugal, foi publicado em 8 de junho de 2011 pela editora Planeta. No Brasil, foi publicado em setembro de 2011, pela editora Galera Record.

### Narração
A história é narrada inteiramente em terceira pessoa, no qual há um narrador onisciente que sabe todos os pensamentos dos personagens. Em quase todas as cenas, a narração está sob o ponto de vista da protagonista Clary, mas também há alguns trechos narrados sob o ponto de vista de outros personagens, como Simon, Jace, Alec, Isabelle e Magnus.

### Cenário
Logo no início da história, os Caçadores de Sombras estão construindo um portal, com a ajuda de Magnus Bane, para irem até a cidade de Alicante (também conhecida como Cidade de Vidro), localizada no país natal dos Caçadores de Sombras: Idris. Esse país não é possível ser detectado pelo mapa dos mundanos, mas é dito por Jace, em Cidade dos Ossos, que se localiza entre a Alemanha e a França, portanto, provavelmente em algum lugar dentro da Suiça. O livro todo se passa em Alicante, que possui as famosas Torres Demoníacas, que são responsáveis por afastar a presença de demônios.

### Capítulos
O livro é dividido em vinte capítulos, separados por três epígrafes. No início de cada epígrafe, há trechos de poesias, entre as quais se destacam: Jó 5:7; Noite de Reis, de William Shakespeare e O Amante Imperfeito, de Siegfried Sassoon. Logo após os agradecimentos, há um trecho de Paraíso Perdido, escrito por John Milton.
| #                                       | Capítulo                         |
| --------------------------------------- | -------------------------------- |
| Parte 1 - Faíscas Voam Para Cima        |                                  |
| 1                                       | O Portal                         |
| 2                                       | As Torres Demoníacas de Alicante |
| 3                                       | Amatis                           |
| 4                                       | Diurno                           |
| 5                                       | Um Problema de Memória           |
| 6                                       | Sangue Ruim                      |
| 7                                       | Onde os Anjos Temem Pisar        |
| 8                                       | Um dos Vivos                     |
| 9                                       | Este Sangue Culpado              |
| Parte 2 - Estrelas Brilham Sombriamente |                                  |
| 10                                      | Fogo e Espada                    |
| 11                                      | Todas as Hostes do Inferno       |
| 12                                      | De Profundis                     |
| 13                                      | Onde Há Tristeza                 |
| 14                                      | Na Floresta Escura               |
| 15                                      | Tudo Desmorona                   |
| Parte 3 - O Caminho para o Paraíso      |                                  |
| 16                                      | Artigos de Fé                    |
| 17                                      | O Conto da Caçadora de Sombras   |
| 18                                      | Saudações e Adeus                |
| 19                                      | Peniel                           |
| 20                                      | Pesado na Balança                |
| Epílogo - Pelo Céu, com Estrelas        |                                  |

### Capa
O novo personagem está retratado na capa, Sebastian Verlac, que é um Caçador de Sombras. Ele finge ser o primo dos Penhallows, que é um garoto de dezessete anos, amigo dos Lightwoods.

## Sinopse (contem spoiler)
Para salvar a vida de sua mãe, Clary deve viajar até a Cidade de Vidro, lar ancestral dos Caçadores de Sombras — podemos pular a regra de que diz que entrar em Alicante sem permissão é contra a lei e ir contra a lei pode significar a morte.E também que chegar lá, criando um Portal sozinha, só mostra o quanto os poderes de Clary são sofisticados e como isso é perigoso.Para complicar ainda mais, quando chega à cidade, ela logo descobre que Jace não a quer por perto (o que não se aplica a outras meninas...) e Simon, que nem queria estar ali, está sendo investigado por ser um vampiro que pode suportar a luz do sol.
Nem o fora de Jace nem estar quebrando as regras irão afastar Clary de seu objetivo: encontrar Ragnor Fell, o feiticeiro que pode ajudá-la a curar a mãe. Para localizar o bruxo, Clary contará com um misterioso aliado, Sebastian, um Caçador de Sombras (quase) irresistível. À medida que se aproxima de respostas, Clary conhece mais sobre seu passado — e consequentemente sobre o passado de seu irmão...
A Clave está reunida. Todos sabem que Valentim, fortalecido como nunca, está convocando um exército para exterminar os Caçadores de Sombras e conseguir os Instrumentos Mortais. Aparentemente, a única chance de sobrevivência é unir forças: Caçadores e integrantes do Submundo. É possível esquecer as diferenças e o preconceito de séculos para lutar lado a lado? E Clary, dividida pelo que sente por Jace, conseguirá se armar de seus novos poderes para salvar a Cidade de Vidro — custe o que custar,Jace já se decidiu: vai arriscar tudo por ela.

## Enredo (contem spoiler)
O terceiro livro da série Os Instrumentos Mortais começa uma semana depois dos acontecimentos de Cidade das Cinzas. Os Lightwood, Jace e Clary estão partindo para a cidade de Alicante com a ajuda de Magnus Bane, que abrirá um portal. No entanto, Jace mente para Clary sobre onde eles estariam indo para que ela pudesse ficar segura e pede que Simon encontre-o no Instituto na esperança de que ele minta e diga aos Lightwoods que Clary mudou de ideia e não quer mais ir à Alicante.
Quando chegam, no entanto, os Caçadores de Sombras e Simon são atacados por dezenas de Renegados. Magnus Bane abre o portal que estavam usando para chegar a Alicante, naquela noite, e o grupo o atravessa a fim de escapar dos agressores, levando Simon com eles. Clary descobre e fica furiosa pelo fato de Jace tê-la deixado e, com raiva, diz a Magnus para criar um novo portal para a cidade, fato com o qual discorda. Desolada, Clary cria ela mesma um portal, mesmo sabendo que entrar em Alicante sem permissão é contra a Lei e, Luke, sabendo que ela poderia se machucar, atravessa junto com ela.
Eles aterrisam sobre o Lago Lyn, onde o anjo Raziel foi invocado para criar os primeiros Caçadores de Sombras. Clary engole um pouco da água e, por causa do lago amaldiçoado por propriedades mágicas, começa a ter febre e alucinações, enquanto ela e Luke caminham à Alicante. Luke recebe a ajuda de sua irmã, Amatis Herondale (primeira esposa de Stephen Herondale). Amatis concorda em deixar Clary em sua casa.
Enquanto isso, Jace, Simon e os Lightwoods são apresentados a Aline Penhallow e seu belo primo Sebastian Verlac. Jace imediatamente desgosta de Sebastian e flerta com Aline — um fato que irrita Simon. Alec é obrigado a levar Simon até o novo Inquisidor, que está curioso para saber o motivo deles terem trazido um integrante do Submundo para Alicante. Simon, com a impressão de que a Clave criaria um portal para levá-lo de volta à Nova York, acaba sendo jogado na cadeia logo após ser interrogado. No dia seguinte, o Inquisidor fala com ele e diz que quer que minta sobre os Lightwoods e os acuse de nunca ter se desassociado do Ciclo de Valentim. Simon se recusa e é jogado na cadeia novamente.
Clary sai escondida da casa de Amatis para visitar os Lightwoods, onde pega Jace e Aline se beijando e dá início a uma grande discussão com Jace. Jace lhe diz coisas horríveis e afirma que ela nunca será uma Caçadora de Sombras. Com a raiva aflorando em seu cérebro, ela corre para Sebastian, e conta a ele que sua mãe está em um coma mágico e que ela precisa encontrar o feiticeiro Ragnor Fell para poder curá-la. Jace dá uma bronca em Alec, e admite que reconhece o fato de Alec pensar que é apaixonado por ele, mas diz que o fato de ele (Jace) ser "seguro" é uma desculpa para não entrar em um relacionamento sério com Magnus.
Clary e Sebastian vão a casa de Ragnor no dia seguinte, e Clary (enquanto Sebastian está congelado porque Magnus não confia nele) fica chocada ao saber que Ragnor foi morto e Magnus estava lá em seu lugar. Magnus conta a Clary o que ela precisa, e que a resposta está em um livro de feitiços disfarçado como um livro de receitas na mansão dos Wayland. Sebastian leva Clary às ruínas da mansão Fairchild onde ele a beija, mas ela o empurra, sentindo que algo está errado. Sebastian então diz a Clary que Simon está na cadeia. Na prisão, Raphael (como uma projeção) visita Simon e diz para ele ir até onde ninguém pudesse encontrá-lo porque ele é perigoso demais para a espécie de vampiros.
Clary retorna para a casa de Amatis e encontra Jace esperando por ela. Ela o confronta sobre Simon estar na prisão e eles têm uma breve luta. Depois, ela diz a Jace para levá-la na mansão Wayland fazendo um portal com a estela dele, onde descobrem um laboratório subterrâneo que Valentim possuía no porão da mansão. Eles encontram um anjo semi-morto chamado Ithuriel que lhes mostra as suas memórias, e Jace descobre que tem sangue de demônio devido a alguns experimentos que Valentim realizou sobre ele enquanto ainda estava no útero. Os dois então dão a Ithuriel uma faca, percebendo que não há maneira do anjo enfermo voltar a ter uma saúde normal. Ithuriel se mata e a conexão com a casa se rompe fazendo com que a mansão comece a desabar. Entretanto, Jace e Clary conseguem escapar.
Eles se beijam apaixonadamente na grama próxima aos restos da mansão, apesar de ainda pensarem que são irmãos. Então começam uma discussão quando Clary acusa Jace de usá-la para que ele possa odiar a si mesmo pelo fato de ter sangue de demônio. Eles voltam para a casa caminhando durante cinco horas em silêncio, porque Clary perdeu a estela de Jace e não havia maneiras para ele criar um outro portal e quando chegam, encontram Alicante em chamas.
Enquanto isso, Alec, Isabelle, Aline, Sebastian e Max, que estão em Alicante, são atacados por um demônio, que agarra Aline. Isabelle vai atrás dela enquanto Alec esconde Max. Nas ruas, ela descobre que há um monte de demônios e as barreiras que protegem a cidade já não estão mais erguidas. Alec encontra-a e ordena que volte para casa. Sebastian, Max e Isabelle encondem-se na casa, enquanto Alec sai novamente para combater os demônios. Isabelle sobe as escadas para pegar armas, e quando retorna, não encontra Max em nenhum lugar e percebe que Sebastian está na cozinha completamente no escuro. Isabelle começa a se preocupar, mas é atingida por um martelo na cabeça.
Enquanto isso, Alec está à procura de Aline, mas acaba por encontrar Magnus. Depois de salvar sua vida, eles têm uma discussão sobre o relacionamente deles e Alec promete que, se ambos escapassem vivos desse ataque, ele apresentaria Magnus para toda sua família. Jace e Clary entram em Alicante e encontram Maia, que os salva de um demônio e diz que Luke trouxe todos os lobisomens que poderia pensar para ajudar os Caçadores de Sombras, ocultando-os no Salão dos Acordos (incluindo Alec e Magnus).
Jace e Clary correm para o Salão dos Acordos com Maia e encontram Alec. Clary encontra Luke, que começa a ter uma discussão com o Cônsul. Clary foge e dá o livro de feitiços que encontrou na mansão dos Wayland a Magnus, que promete curar a mãe de Clary. Clary agradece quando Sebastian chega e vê Magnus com o livro ao mesmo tempo que Jace aparece com Alec. Sebastian leva Clary para fora do grupo e diz a ela que Simon ainda está na cadeia. Ele tenta levá-la, mas ela se recusa e foge com Jace e Alec.
O trio chega à prisão onde Simon é mantido e quebram as grades da janela. Eles também resgatam Samuel, que estava aprisionado na cela ao lado da de Simon, mas descobrem que ele realmente é Hodge, o antigo tutor do Instituto. Ele revela que o terceiro Instrumento Mortal (o espelho), o único que Valentim não possui, é, na verdade, o Lago Lyn. Sebastian aparece e mata Hodge, alegando que era para mantê-los fora de perigo. Quando Simon vê o sangue de Hodge, afasta-se para resistir ao impulso. Jace, Clary e Alec percebem que Sebastian não é quem finge ser. Percebendo que não haveria como escapar, Sebastian admite que é um espião de Valentim e começa a lutar com eles; Simon aparece e ataca-o, fazendo com que ele fuja. Os quatro adolescentes voltam ao Salão e descobrem que Max foi morto por Sebastian.
No dia seguinte, Aline visita Clary e Simon e diz a eles que o Sebastian o qual tinha convivido não era o verdadeiro Sebastian, mostrando-lhes fotos do Sebastian real. Eles percebem que pode haver outros espiões entre os Caçadores de Sombras. Valentim aparece no Salão como uma projeção e avisa a Clave que eles têm até meia-noite do dia seguinte para se renderem. Caso não o fizessem, Valentim atacaria Alicante e mataria todos os Caçadores de Sombras que fossem contra ele.
Clary e Simon vão para a nova casa onde os Lightwoods estão hospedados e contam sobre Sebastian. Jace leva Clary para a casa de Amatis, enquanto Simon decide ficar e tentar falar com Isabelle, que se culpa pela morte de Max. Enquanto isso, na casa de Amatis, Jace diz a Clary o quanto ele a ama. Eles conversam e acabam caindo no sono juntos na cama. No Salão dos Acordos, Luke e alguns Caçadores de Sombras estão tentando fazer um plano com nenhum progresso, quando Jace discretamente aparece. Luke sai para conversar com ele, que diz que está indo encontrar Sebastian e Valentim para matá-los. Na casa de Amatis, Clary acorda e descobre que Jace está desaparecido e que deixou para trás o seu anel dos Morgenstern e um bilhete, dizendo que tinha ido se encontrar com Sebastian. 
Clary desce as escadas e vê Simon e Isabelle preparando o café da manhã. Ela diz a Isabelle o que aconteceu e então são subitamente interrompidos pela mãe de Clary, Jocelyn, que foi curada por Magnus. Clary e Jocelyn discutem e Clary acaba indo para fora de casa. Simon vai atrás dela e eles têm uma conversa e percebe que a razão pela qual Simon poder sair na luz do sol é o fato dele ter bebido o sangue de Jace, que não é um Caçador de Sombras "normal". Eles também percebem que a Clave está planejando se render a Valentim.
Clary lembra do símbolo que Ithuriel lhe mostrou antes de morrer, e percebe que é um símbolo vinculativo cujo objetivo é aliar um integrante do Submundo com um Caçador de Sombras para que, juntos, eles possam compartilhar poderes. Ela conta à Clave e implora para que eles se juntem com os integrantes do Submundo na luta, alegando que esse seria o único modo de terem chances contra Valentim. Depois de muita deliberação, eles acabam assentindo. Clary ensina a eles como utilizar o símbolo e Alec acaba beijando Magnus na frente de todos no Salão, inclusive Robert e Maryse Lightwood, seus pais.
Clary conversa com a sua mãe, que diz estar orgulhosa dela. Ela também diz a Clary que foi lhe dado sangue de anjos enquanto estava grávida, fato que lhe deu o poder de criar novos símbolos. Clary também descobre que Jace não é seu verdadeiro irmão, mas sim Sebastian, quem realmente tem sangue de demônio correndo pelas veias. Também descobre que Jace é filho de Stephen Herondale, filho da antiga Inquisidora (Imogen Herondale, que morreu em Cidade das Cinzas), e que recebeu sangue de anjo enquanto ainda estava no útero, o que explica suas habilidades de combate.
Enquanto isso, o líder dos vampiros, Raphael, aparece em forma de projeção e diz que só aceitará lutar ao lado da Clave se lhe for concedido Simon. Simon, sabendo que Raphael tem a intenção de matá-lo, permite que Clary marque-o com a marca de Caim, a primeira marca que já foi usada em um feitiço de proteção. Simon se entrega a Raphael, que não pode matá-lo ao descobrir a Marca, e é obrigado a ordenar que seus vampiros lutem porque, tecnicamente, Simon foi entregue pela Clave. Ele, no entanto, força Simon a também lutar na batalha.
Jace encontra Sebastian conversando com Valentim, que pretende ir ao Lago Lyn para convocar Raziel e reivindicar o favor que o anjo deve e então, conceder a destruição a todos os Caçadores de Sombras que não estão vinculados a ele. Depois da partida de Valentim, Sebastian conta a Jace que ele é irmão de Clary, não Jace. Eles começam a lutar seriamente e Isabelle aparece para salvar Jace e distrair Sebastian o suficiente para que Jace mate-o.
Clary, ao saber dos planos do seu pai, desenha um portal para o Lago Lyn com o intuito de parar a convocação de Raziel, mas Valentim marca a filha com o símbolo do silêncio, ao perceber sua chegada, e planeja matá-la, pois a convocação exige sangue de um de seus filhos. Quando Jace chega para salvá-la, no entanto, Valentim o mata ao invés de Clary e consegue convocar o anjo Raziel. Este, por sua vez, reconhece os planos egoístas de Valentim, mas diz que o único detentor do poder é aquele cujo nome está no pentagrama e pergunta a Clary o que deve fazer - ela havia conseguido modificar um dos símbolos do pentagrama de invocação com uma estela, colocando seu nome no lugar onde estava o que representava o de Valentim. Clary, sem forças e sem voz, escreve na terra a citação bíblica que indica o presságio da tragédia (Mene mene tekel upharsin) e Raziel mata Valetim com um sopro flamejante. 
Após isso, Raziel concede a Clary um desejo, mas ela só consegue olhar para o Anjo e dizer o nome de Jace. Ele pede que Clary feche os olhos e traz Jace de volta à vida, desaparecendo em seguida. Após se abraçarem, Clary e Jace percebem que o corpo de Sebastian não está mais onde o deixaram morto.
A história termina na festa de reconciliação dos integrantes do Submundo com os Caçadores de Sombras, onde Clary encontra Jace. Eles se beijam e depois observam os fogos de artifícios.

## Recepção
Holly Black, autora de As Crônicas de Spiderwick diz que Cidade de Vidro é "Um livro de fantasia tão bom que chega a ser perigoso."
O site Teens Read Too diz: "Um quê de Harry Potter... e esse é um senhor elogio!"